# Lamborghini Cheetah
La Lamborghini Cheetah est un prototype tout-terrain construit en 1977 par le constructeur automobile italien Lamborghini.

## Histoire
La Lamborghini Cheetah est la première tentative pour Lamborghini pour concevoir un véhicule tout-terrain. Elle a été construite sous contrat avec Mobility Technology International (MTI), elle-même mandatée par l'armée américaine pour concevoir et construire un nouveau véhicule tout-terrain. Le design, inspiré de MTI, était en grande partie une copie du prototype XR311 de la FMC Corporation, développé pour l'armée en 1970. Cela a donné lieu à une action en justice de FMC contre MTI et Lamborghini en 1977, lors de la présentation de la Cheetah au Salon de l'automobile de Genève. La XR311 et la Cheetah pourraient être considérées comme les ancêtres de l'actuel Humvee.
Le Cheetah a été construit à San José en Californie. Après la construction initiale, le prototype est envoyé à Sant'Agata Bolognese pour que Lamborghini puisse y apporter les dernières finitions. Les Italiens optent pour un gros moteur Chrysler V8 étanche de 5,9 litres développant 180 ch (134 kW), monté à l'arrière et associé à une transmission automatique à trois rapports. La carrosserie est en fibre de verre et l'habitacle offre suffisamment d'espace pour quatre soldats entièrement équipés, ainsi que pour le pilote.
Le montage du moteur à l'arrière confère au Cheetah une tenue de route très médiocre, et le moteur choisi n'est pas assez puissant par rapport le poid du véhicule de 2 042 kg, ce qui a entraîné des performances globales médiocres.
Le seul prototype terminé n'a jamais été testé par l'armée américaine, mais seulement présenté par son concepteur, Rodney Pharis. Il a ensuite été vendu à Teledyne Continental Motors par MTI et existe toujours aujourd'hui.
Finalement, le contrat militaire est attribué à AM General et à son Humvee à l'aspect similaire.
L'échec du projet Cheetah, conjugué aux problèmes financiers de Lamborghini, entraîne alors l'annulation du contrat conclu avec BMW pour le développement de sa voiture de sport M1.
Après avoir développé la LM001, directement issue du projet Cheetah, Lamborghini produira par la suite la Lamborghini LM002, de conception similaire, mais équipée d'un moteur 12 cylindres de la Lamborghini Countach monté à l'avant.

## Options (liste partielle)
- Kit toit et portières
- Kit turbocompresseur
- Kit treuil électrique
- Kit véhicule de police
- Kit toit blindé (Kevlar)
- Réservoir de carburant et radiateur blindés (armes légères)
- Kit de montage d'armes